# Osbert Molyneux, VI conte di Sefton
Osbert Cecil Molyneux (Londra, 21 febbraio 1871 – Londra, 16 giugno 1930) è stato un politico irlandese.

## Biografia
Molyneux era il secondo figlio di William Molyneux, IV conte di Sefton, e di sua moglie, Cecil Emily Jolliffe, quinta figlia di William Jolliffe, I barone Hylton.

## Carriera
Fu sottotenente nel 2nd Life Guards e promosso a capitano nel Lancashire Hussars Imperial Yemonary il 4 giugno 1902.
Successe alla contea nel dicembre 1901 alla morte prematura del fratello maggiore, e ha preso il suo posto nella Camera dei lord. Nel mese di aprile 1902, è stato nominato vice sottotenente di Lancashire. Quando i liberali salirono al potere sotto Sir Henry Campbell-Bannerman nel mese di dicembre 1905, Sefton è stato nominato Master of the Horse ed entrò nel Consiglio privato nel mese di gennaio 1906.

## Matrimonio
Sposò, l'8 gennaio 1898, Lady Helena Mary Bridgeman (16 luglio 1875-27 agosto 1947), figlia George Bridgeman, IV conte di Bradford. Ebbero tre figli:
- Hugh Molyneux, VII conte di Sefton (1898-1972);
- Cecil Richard Molyneux (1899-1916);
- Lady Evelyn Molyneux (1902-1917).

## Morte
Morì il 16 giugno 1930, all'età di 59 anni.

## Ascendenza
|                                       |                       |                        | Genitori                         |  |  | Nonni |  |  | Bisnonni                             |  |  | Trisnonni                           |  |
|                                       |                       |                        |                                  |  |  |       |  |  | William Molyneux, II conte di Sefton |  |  | Charles Molyneux, I conte di Sefton |  |
|                                       |                       |                        |                                  |  |  |       |  |  | William Molyneux, II conte di Sefton |  |  | Charles Molyneux, I conte di Sefton |  |
|                                       |                       | Isabella Stanhope      |                                  |  |  |       |  |  | William Molyneux, II conte di Sefton |  |  |                                     |  |
| Charles Molyneux, III conte di Sefton |                       |                        |                                  |  |  |       |  |  | William Molyneux, II conte di Sefton |  |  |                                     |  |
|                                       |                       | Maria Craven           | William Craven, VI barone Craven |  |  |       |  |  |                                      |  |  |                                     |  |
|                                       |                       | Maria Craven           | William Craven, VI barone Craven |  |  |       |  |  |                                      |  |  |                                     |  |
|                                       |                       | Maria Craven           | Elizabeth Berkeley               |  |  |       |  |  |                                      |  |  |                                     |  |
| William Molyneux, IV conte di Sefton  |                       | Maria Craven           |                                  |  |  |       |  |  |                                      |  |  |                                     |  |
|                                       |                       | Robert Gregge-Hopwood  | Edward Gregge                    |  |  |       |  |  |                                      |  |  |                                     |  |
|                                       |                       | Robert Gregge-Hopwood  | Edward Gregge                    |  |  |       |  |  |                                      |  |  |                                     |  |
|                                       |                       | Robert Gregge-Hopwood  | Judith Sunderland                |  |  |       |  |  |                                      |  |  |                                     |  |
| Mary Gregg-Hopwood                    |                       | Robert Gregge-Hopwood  |                                  |  |  |       |  |  |                                      |  |  |                                     |  |
|                                       |                       | Cecilia Byng           | John Byng, V visconte Torrington |  |  |       |  |  |                                      |  |  |                                     |  |
|                                       |                       | Cecilia Byng           | John Byng, V visconte Torrington |  |  |       |  |  |                                      |  |  |                                     |  |
|                                       |                       | Cecilia Byng           | Bridget Forrest                  |  |  |       |  |  |                                      |  |  |                                     |  |
| Osbert Molyneux, VI conte di Sefton   |                       | Cecilia Byng           |                                  |  |  |       |  |  |                                      |  |  |                                     |  |
|                                       | William John Jolliffe | William Jolliffe       |                                  |  |  |       |  |  |                                      |  |  |                                     |  |
|                                       | William John Jolliffe | William Jolliffe       |                                  |  |  |       |  |  |                                      |  |  |                                     |  |
|                                       | William John Jolliffe | Eleanor Hylton         |                                  |  |  |       |  |  |                                      |  |  |                                     |  |
| William Jolliffe, I barone Hylton     | William John Jolliffe |                        |                                  |  |  |       |  |  |                                      |  |  |                                     |  |
|                                       |                       | Julia Pytches          | Abraham Pitches                  |  |  |       |  |  |                                      |  |  |                                     |  |
|                                       |                       | Julia Pytches          | Abraham Pitches                  |  |  |       |  |  |                                      |  |  |                                     |  |
|                                       |                       | Julia Pytches          | Jane Prowse-Hassell              |  |  |       |  |  |                                      |  |  |                                     |  |
| Cecil Emily Jolliffe                  |                       | Julia Pytches          |                                  |  |  |       |  |  |                                      |  |  |                                     |  |
|                                       |                       | Berkeley Paget         | Henry Paget, I conte di Uxbridge |  |  |       |  |  |                                      |  |  |                                     |  |
|                                       |                       | Berkeley Paget         | Henry Paget, I conte di Uxbridge |  |  |       |  |  |                                      |  |  |                                     |  |
|                                       |                       | Berkeley Paget         | Jane Champagne                   |  |  |       |  |  |                                      |  |  |                                     |  |
| Eleanor Paget                         |                       | Berkeley Paget         |                                  |  |  |       |  |  |                                      |  |  |                                     |  |
|                                       |                       | Sophia Askell Grimston | William Grimston                 |  |  |       |  |  |                                      |  |  |                                     |  |
|                                       |                       | Sophia Askell Grimston | William Grimston                 |  |  |       |  |  |                                      |  |  |                                     |  |
|                                       |                       | Sophia Askell Grimston | Sophia Hoare                     |  |  |       |  |  |                                      |  |  |                                     |  |
|                                       |                       | Sophia Askell Grimston |                                  |  |  |       |  |  |                                      |  |  |                                     |  |